# Ситников, Виталий Сергеевич
Виталий Сергеевич Ситников (20 октября 1981, Нижний Тагил) — российский хоккеист, нападающий, Воспитанник клуба «Спутник» из Нижнего Тагила.

## Клубная карьера
Воспитанник нижнетагильского «Спутника».
Одним из его первых тренеров был Виктор Павлович Стариков.
Профессиональную карьеру начинал в том же клубе в сезоне 2000—2001. Летом 2004 года находился на просмотре в пермском «Молоте-Прикамье», однако остался в Нижнем Тагиле. В 2005 году Ситников был участником «Матча Звёзд» Высшей Лиги, в котором забросил 2 шайбы.
После 6 сезонов в «Спутнике» Ситников все же перебрался в команду Суперлиги ХК МВД. Однако начало сезона в подмосковном клубе форвард пропустил, так как был допущен к участию в чемпионате только по решению Спортивного арбитражного суда по ходу сезона.
Летом 2007 года стал игроком «Автомобилиста», в составе которого два сезона спустя дебютировал в КХЛ. Первую шайбу в КХЛ забросил 20 сентября 2009 года в выездном матче против «Трактора».
31 января 2011 года подписал контракт с ханты-мансийской «Югрой».

## Статистика
| Легенда | Легенда                    | Легенда | Легенда                   | Легенда | Легенда    |
| ------- | -------------------------- | ------- | ------------------------- | ------- | ---------- |
| И       | Количество проведённых игр | Штр     | Штрафное время            | +/−     | Плюс-минус |
| Г       | Голы                       | П       | Голевые передачи          | О       | Очки       |
| -       | Статистика неизвестна      | —       | Статистика не учитывалась |         |            |

### Клубная карьера
- a В этом сезоне в «Плей-офф» учитывается статистика игрока в Кубке Надежды.